# Józef Pohorski
Józef Antoni Pohorski, pierwotnie Pudełko (ur. 7 marca 1907 w Sanoku, zm. 26 lutego 1998 w Krakowie) – polski harcerz, nauczyciel, dyrektor szkolny, działacz polityczny w okresie PRL.

## Życiorys
Urodził się jako Józef Antoni Pudełko 7 marca 1907 w Sanoku. Wywodził się z rodziny pochodzenia chłopskiego. Był synem Wojciecha Pudełki (1873-1944, do 1914 kancelista Namiestnictwa c. k. powiatu sanockiego, po wybuchu I wojny światowej od 7 listopada 1914 przebywał w Czechowej w Czechach wraz z dziewięcioma bliskimi osobami, w II Rzeczypospolitej urzędnik-sekretarz starostwa powiatu sanockiego) i Zofii z domu Steliga (1873-1962). Jego rodzeństwem byli: Maria (1901-1926, po mężu Stramik), Anna (1903-1981, nauczycielka), Jan (1905-1988, sędzia, polityk, poseł na Sejm PRL), Elżbieta Zofia (1911-2001, nauczycielka), Karol (1913-1996, żołnierz). Na przełomie lat 20./30. rodzina Pudełków zmieniła nazwisko na Pohorscy.
W Sanoku ukończył szkołę powszechną. W 1923, wspólnie z trzema innymi harcerzami i uczniami Państwowego Gimnazjum im. Królowej Zofii w Sanoku (Fritz Hotze, Tadeusz Riedrich, Zygmunt Żyłka-Żebracki), postawił na cmentarzu przy ulicy Rymanowskiej Krzyż Powstańców dla upamiętnienia polskich zrywów niepodległościowych, umieszczając na nim tabliczkę z napisem: Bohaterom z 1831/63 Harcerze 1923. W 1927 zdał egzamin dojrzałości w Państwowym Gimnazjum im. Królowej Zofii w Sanoku (w jego klasie byli m.in. Juliusz Kaczorowski, Marian Musiał). W 1932 lub w 1933 ukończył studia z tytułem magistra filozofii w zakresie filologii polskiej na Wydziale Humanistycznym Uniwersytetu Jana Kazimierza we Lwowie. Podczas studiów w 1927 wstąpił do Polskiej Partii Socjalistycznej.
Po zakończeniu studiów w 1933 został nauczycielem w Szkole Handlowej w Sanoku, zaś w 1934 został przeniesiony do pracy w 7-klasowej szkoły w Małorycie. W 1935 trafił do 1-klasowej szkoły w Charsach, skąd ponownie został skierowany do Małoryty. W 1937 uzyskał dyplom i uprawnienia nauczyciela szkół średnich, po czym podjął pracę w gimnazjum w Bielsku Podlaskim i był tam zatrudniony do końca istnienia II Rzeczypospolitej w 1939. Podczas wakacji w Sanoku w 1939 zastał go wybuch II wojny światowej. Według jednej swojej relacji pozostał już tam w całym okresie okupacji niemieckiej, a według innej swojej wersji przybył do Sanoka w 1940. Działał w ramach zorganizowanego tam tajnego nauczania od 3 marca 1940 do 31 sierpnia 1944, ucząc języka polskiego.
Po nadejściu frontu wschodniego (wrzesień 1944) współorganizował odbudowę przedwojennego Gimnazjum Męskiego im. Królowej Zofii w Sanoku, gdzie został nauczycielem. W latach 1947–1953 sprawował stanowisko dyrektora tej szkoły, wówczas funkcjonującej pod nazwą I Państwowa Szkoła Męska Stopnia Podstawowego i Licealnego. W ramach tamtejszej szkoły tzw. „jedenastolatki” w roku szkolnym 1947/1948 był inicjatorem i organizatorem Wieczorowego Liceum dla Dorosłych i był dyrektorem tej placówki do przejścia na emeryturę w 1972. Następnie, do 1974 prowadził jeszcze zajęcia w I Liceum Ogólnokształcącym im. Komisji Edukacji Narodowej w Sanoku, kontynuującym tradycje macierzystego gimnazjum. Ponadto od 1958 do 1960 wykładał na uniwersytecie ludowym we Wzdowie.
W okresie bezpośrednio po wojnie współorganizował ruch harcerski w Sanoku, w tym wśród uczniów szkoły jako harcmistrz był opiekunem całości zorganizowanego w 1945 w Sanoku harcerstwa, wszedł w skład komendy hufca, następnie pełnił stanowisko komendanta Hufca w Sanoku od 12 września 1946, następnie hufcowy (wraz z nim m.in. hufcowy Franciszek Moszoro, przyboczny, hm Czesław Borczyk, sekretarz i drużynowy Leszek Kril-Nartowski), drużynowy drużyny instruktorskiej. Po latach był autorem artykułu pt. Z dziejów harcerstwa sanockiego gimnazjum i liceum, opublikowanym w Tomie VI „Rocznika Sanockiego”.
Podczas konferencji partyjnej w dniach 1–2 czerwca 1947 w Rzeszowie został wybrany członkiem Rady Wojewódzkiej PPS. W 1948 został zastępcą przewodniczącego PPS w Sanoku. Był radnym Miejskiej Rady Narodowej w Sanoku od 1945 do 1952. W strukturze MRN w 1950 był przewodniczącym Komisji Lokalowej, zasiadał w Komisji i Oświaty i Kultury MRN. Wielokrotnie był członkiem Komitetu Powiatowego PZPR w Sanoku. Od 1957 do 1960 był członkiem Komitetu Wojewódzkiego w Rzeszowie. Wstąpił do PZPR, był delegatem na VI Zjazd PZPR w 1971. Był członkiem Prezydium Miejskiego Komitetu Frontu Jedności Narodu.
Był członkiem ZNP od 1938, delegatem na Krajowy Zjazd ZNP w 1957. Od 1963 do 1971 był przewodniczącym zarządu powiatowego Towarzystwa Przyjaźni Polsko-Radzieckiej. Należał do Związku Bojowników o Wolność i Demokrację w Sanoku. W 1967 został członkiem Okręgowej Komisja Badania Zbrodni Hitlerowskich. Pełnił funkcję przewodniczącego Komisji Kwartalnej do Badania Wyników Nauczania w Kuratorium w Rzeszowie. Od 1950 był ławnikiem Sądu Okręgowego w Jaśle ds. przestępstw szczególnie niebezpiecznych, w 1982 jako emeryt został wybrany ławnikiem sądowym w Sanoku.
W Sanoku zamieszkiwał przy ulicy Jarosława Dąbrowskiego 6. Jego żoną była Janina Stanisława z domu Siekierzyńska (1904-1992, siostra Karola Siekierzyńskiego). Józef Pohorski zmarł 26 lutego 1998 w Krakowie. Oboje zostali pochowani na Cmentarzu Centralnym w Sanoku.

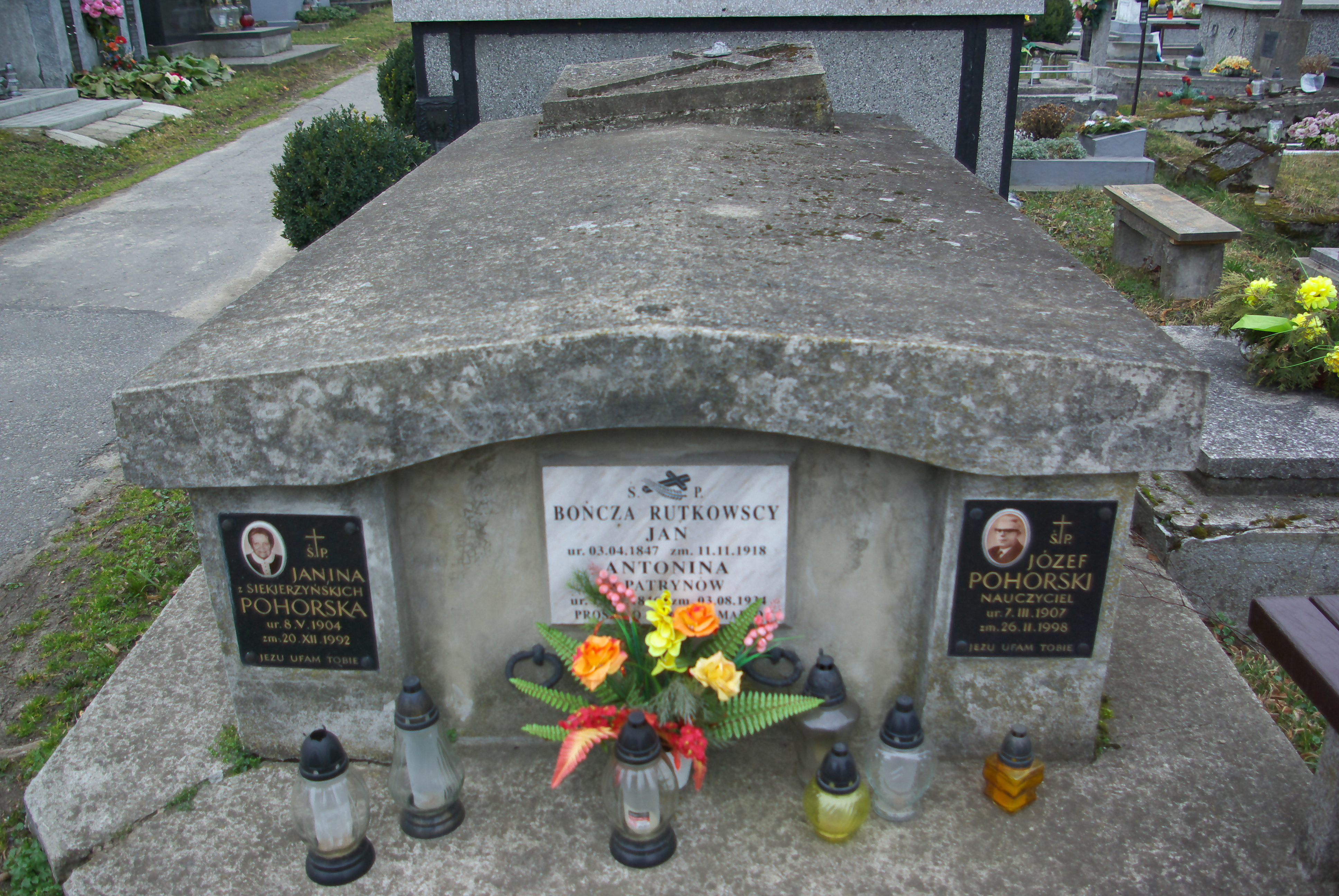
Grobowiec Janiny i Józefa Pohorskich w Sanoku

Po latach negatywnie o Józefie Pohorskim wyraził się w swoich wspomnieniach Józef Stachowicz (także profesor sanockiego gimnazjum), według którego Pohorski, jako działacz Stronnictwa Ludowego do 1947, po wpływie ze strony UB miał przystąpić do PZPR i w tym roku zostać dyrektorem sanockiego gimnazjum, oraz w tym czasie miał negatywnie wypowiadać się o Stachowiczu przed władzami partyjnymi, a ponadto przed sowieckim funkcjonariuszem UB określił Stachowicza i Zofię Skołozdro jako „największych reakcjonistów”.

## Odznaczenia
- Krzyż Kawalerski Orderu Odrodzenia Polski (1972)[22][3]
- Srebrny Krzyż Zasługi (28 sierpnia 1952, za zasługi w pracy zawodowej i społecznej)[51][3]
- Medal Komisji Edukacji Narodowej (1980)[52][22][3]
- Złota Odznaka Honorowa Towarzystwa Przyjaźni Polsko-Radzieckiej (1971)[22][3]
- Odznaka „Zasłużony dla Sanoka” (1978)[22][3]